# Waldemarsudde

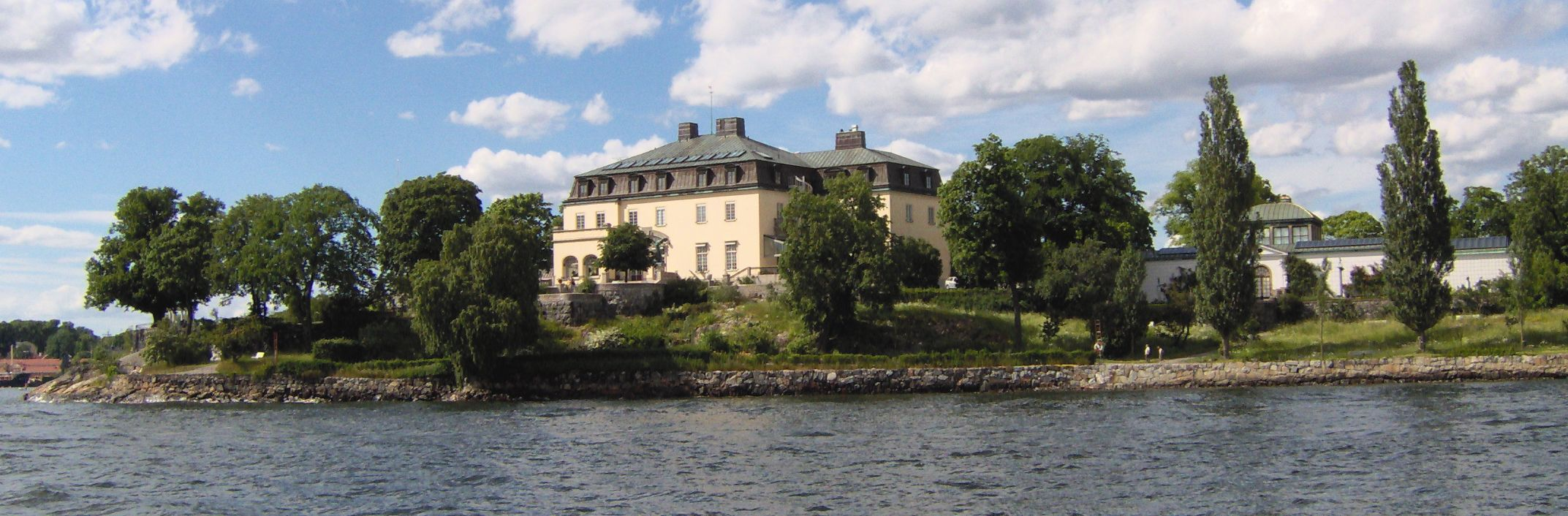
Waldemarsudde in de zomer van 2005

Waldemarsudde is een museum gelegen in Djurgården, Stockholm. De naam is afgeleid van de historische naam van het eiland Djurgården.
Prins Eugen van Zweden ontdekte de plek toen hij daar voor een paar dagen een huis huurde. Enige jaren later kocht hij de grond en liet hij er door architect Ferdinand Boberg, die ook Rosenbad had ontworpen, een nieuw huis neerzetten.
Na de dood van Prins Eugen in 1947, die een schildersopleiding had gevolgd in Parijs, werd het huis een museum waar werken van hemzelf en anderen stonden tentoongesteld. De prins zelf werd begraven bij het strand vlak bij het huis.
Het complex bestaat uit een kasteel als hoofdgebouw dat werd voltooid in 1905 naar het ontwerp van architect Ferdinand Boberg, en het galeriegebouw dat werd toegevoegd in 1913. Het landgoed omvat ook het oorspronkelijke herenhuis, bekend als het Oude Huis en een oude lijnzaadmolen, die beide dateren uit de periode rond 1780.